# Simon Hirsch

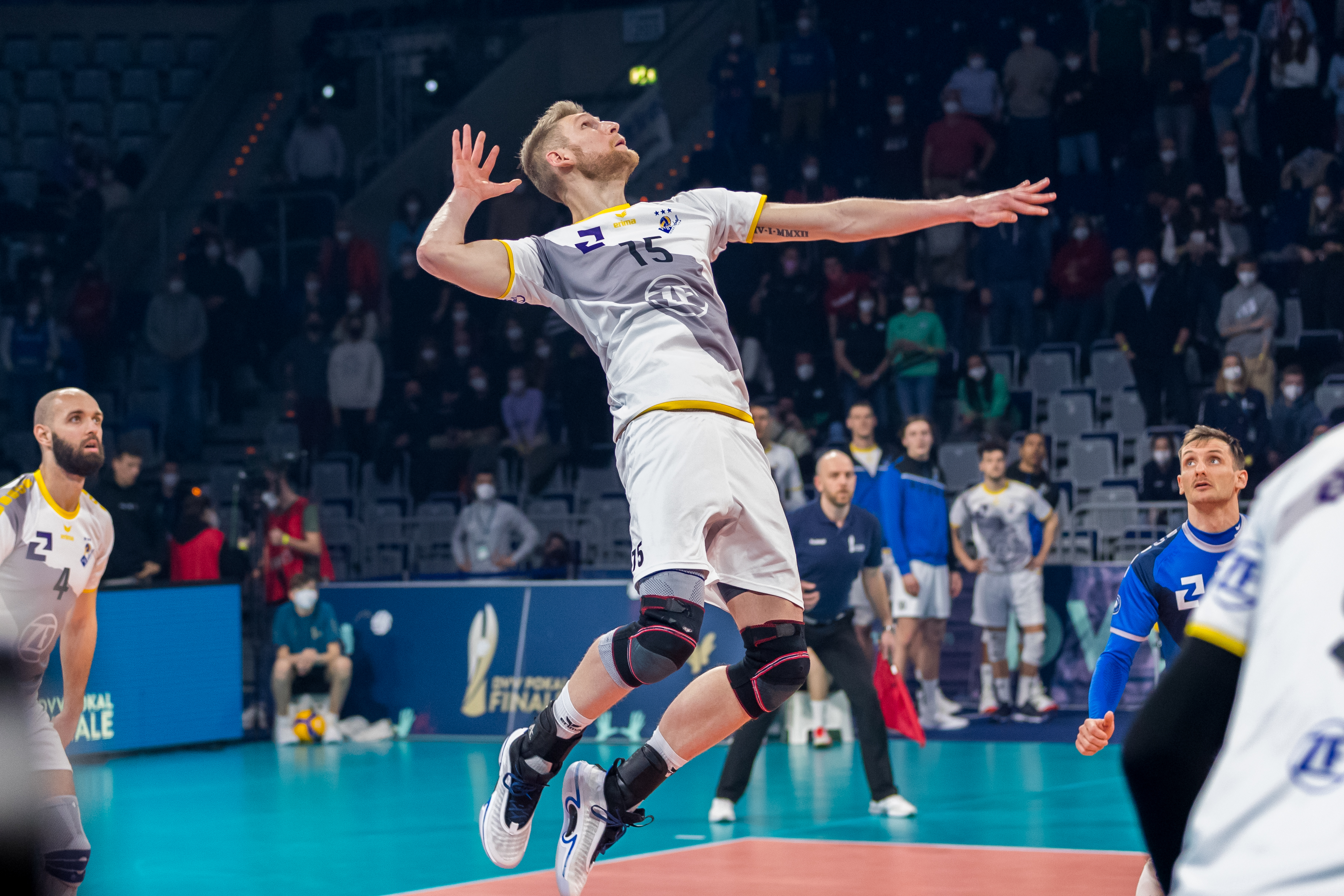
Simon Hirsch podczas wykonywania ataku w finale Pucharu Niemiec 2022

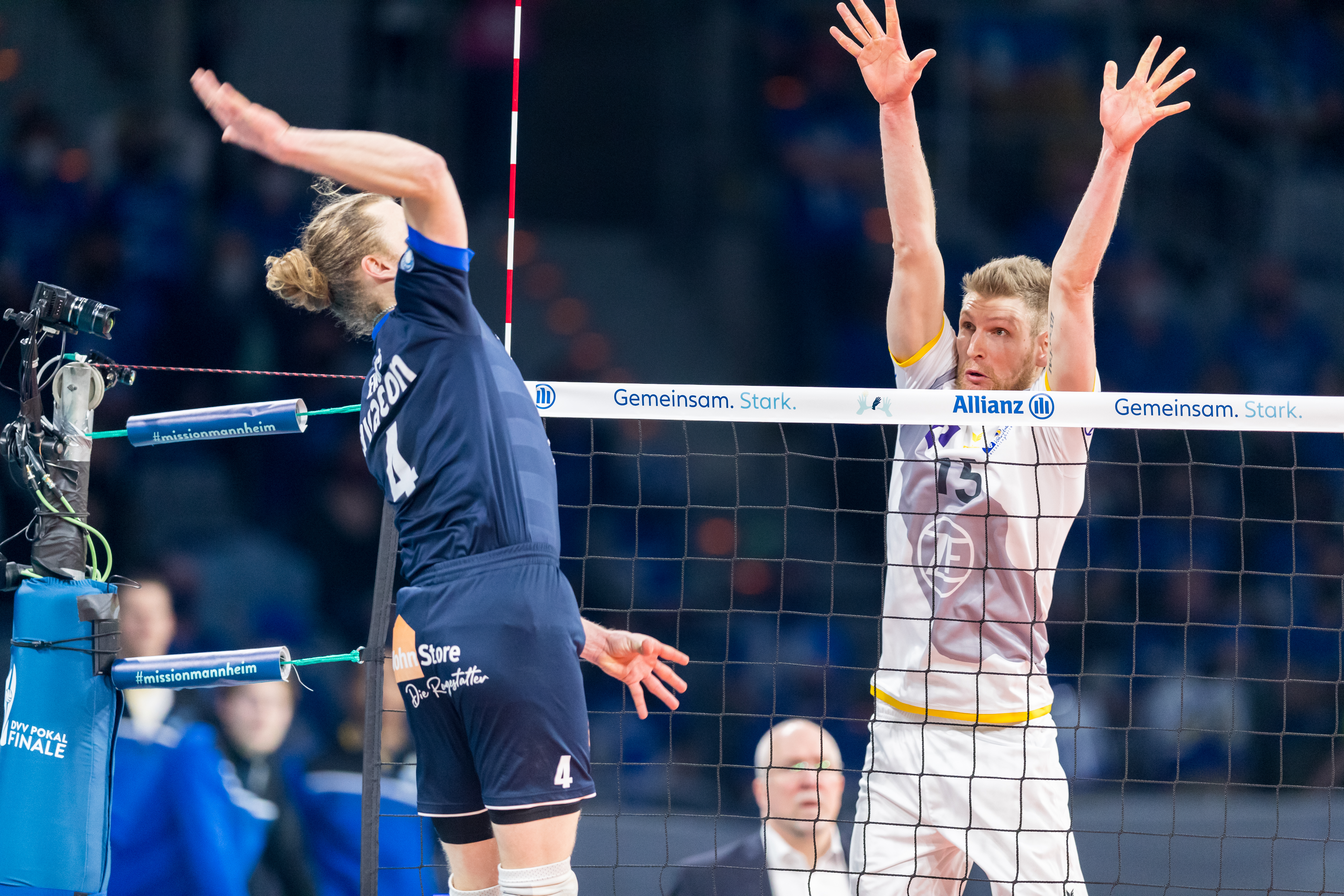
Simon Hirsch podczas wykonywania bloku w finale Pucharu Niemiec 2022

Simon Hirsch (ur. 3 kwietnia 1992 w Ulm) – niemiecki siatkarz, grający na pozycji atakującego, reprezentant Niemiec.

## Przebieg kariery
| Lata                      | Klub                                    |
| ------------------------- | --------------------------------------- |
| –2011                     | VC Olympia Berlin                       |
| 2011–2014                 | TSV Unterhaching                        |
| 2014–2015                 | Globo Banca Popolare del Frusinate Sora |
| 2015–2016                 | Ninfa Latina                            |
| 2016–2018                 | Gi Group Monza                          |
| 2018–2019 (od 01.11.2018) | Revivre Axopower Milano                 |
| 2019–2020                 | Tonno Callipo Calabria Vibo Valentia    |
| 2020–2021                 | Narbonne Volley                         |
| 2021–2022                 | VfB Friedrichshafen                     |
| 2022–2023 (do 13.01.2023) | Chebyr Pazardżik                        |
| 2023 (od 20.01.2023)      | Tinet Prata di Pordenone                |

## Sukcesy klubowe
Liga niemiecka:
- 2012, 2022[6]

Puchar Niemiec:
- 2013[7], 2022[8]

Superpuchar Bułgarii:
- 2022

## Sukcesy reprezentacyjne
Mistrzostwa Europy:
- 2017